# Tyndrum
Tyndrum est un village du Stirling en Écosse. Sa population est de 167 habitants. Ce village se situe à 6 kilomètres à l'ouest de la montagne Beinn Challuim.